# يوشيتو أوكودا
يوشيتو أوكودا هو سياسي ياباني، ولد في 31 يوليو 1860، وتوفي في 21 أغسطس 1917. انتخب عضو مجلس النواب الياباني ‏ وانتخب member of the House of Peers ‏.